# Stentjärnen (Järvsö socken, Hälsingland)
Stentjärnen är en sjö i Ljusdals kommun i Hälsingland och ingår i Ljusnans huvudavrinningsområde.